# Lembongan
Lembongan is een bestuurslaag in het regentschap Klungkung van de provincie Bali, Indonesië. Lembongan telt 4159 inwoners (volkstelling 2010).